# Sei Merah
Sei Merah is een bestuurslaag in het regentschap Deli Serdang van de provincie Noord-Sumatra, Indonesië. Sei Merah telt 1294 inwoners (volkstelling 2010).